# マルコム・グレーザー
マルコム・アービング・グレーザー（Malcolm Irving Glazer、1928年5月25日 - 2014年5月28日）はアメリカ合衆国の実業家でスポーツチームのオーナー。英プレミアリーグのマンチェスター・ユナイテッドFCの支配権を保持し、NFLのタンパベイ・バッカニアーズを所有していた。

## 略歴
グレーザーはユダヤ人家庭の7人兄弟の5番目の子供としてニューヨーク州ロチェスターで生まれ、父の宝石販売業を継いだ。
1970年代にフロリダを中心に複数のトレーラーパークを所有する事業を皮切りに事業を拡大させ、食品加工、船舶用品、ヘルスケア、不動産、資源探査、放送業など様々な事業を行う企業の最高経営責任者になった。
その後、グレーザーの6人の子供の内3人がグレーザーの企業のヴァイスプレジデントとなり、ショッピングセンターや老人ホームにも事業を拡大させ、ビジネス帝国を築いた。
2006年、グレーザーは脳卒中に見舞われ、2014年5月28日に死去。86歳没。

## オーナー

### タンパベイ・バッカニアーズ
1995年、グレーザーは前オーナーの死去に伴い、タンパベイ・バッカニアーズを1億9200万ドルで買収した。買収してすぐにグレーザーはタンパ・スタジアムがバッカニアーズのホームスタジアムとして不適切であるとの意見を表明し、地元自治体への移転交渉を開始した。グレーザーは他の都市への移転に興味を持ったが、最終的にはタンパが地方消費税を財源に2億ドルで最先端設備を備えたレイモンド・ジェームス・スタジアムを建設し、バッカニアーズはタンパに残ることで合意した。建設費をタンパが負担し、スタジアムのリース契約の内容もバッカニアーズに有利なものであることから、1億9200万ドルで買収したバッカニアーズは2007年のフォーブス誌で9億6300万ドルと評価されている。
グレーザーのオーナーシップにより、スタジアムが劇的に改善されたバッカニアーズは、グレーザーがオーナーになって3年目の1997年シーズンにはプレイオフ、1999年シーズンにNFCチャンピオンシップに進出し、2002年シーズンにはチーム初のスーパーボウル制覇を果たした。
しかし、グレーザーが2003年にマンチェスター・ユナイテッドFCの支配権取得を開始して以降、バッカニアーズの低迷が開始し、サラリーキャップがNFLで拡大されても低水準のサラリーのまま維持されたため、マンチェスター・ユナイテッドFCの支配権取得のためにタンパベイ・バッカニアーズが犠牲にされたと地元ファンやマスコミから批判されることになった。
その後、タンパ周辺都市の経済状況の悪化につれ、バッカニアーズのチケットの売れ行きが悪くなり、2010年からはNFLのブラックアウトルールが適用され、地元ファンがバッカニアーズのテレビ中継を観られない時期がしばらく続いた。

### マンチェスター・ユナイテッドFC
2003年から2005年にかけて、グレーザーは英プレミアリーグ・マンチェスター・ユナイテッドFCの株式買収を徐々に進め、約14億7000万ドルで支配権を獲得した。しかし、クラブ買収資金の大半はクラブ資産を担保に入れて高利息の借金をしたものであり、そこへ金融危機（サブプライム住宅ローン危機）で資金繰りが悪化した結果、買収前に財政状況が優良であったマンチェスター・ユナイテッドFCは一転、多額の負債を抱えるクラブとなった。
そのため、グレーザー一家によるクラブ支配に反対する声は多く、マンチェスター・ユナイテッドFCの買戻し運動、別チーム（FCユナイテッド・オブ・マンチェスター）の独立、マンチェスター・ユナイテッドFC設立当時のチームカラーである緑と黄色のマフラーを身につけて観戦するなど、多くの反グレーザー家運動が引き起こされた。